# Гелтахт

Офіційні ґелтахти Ірландії

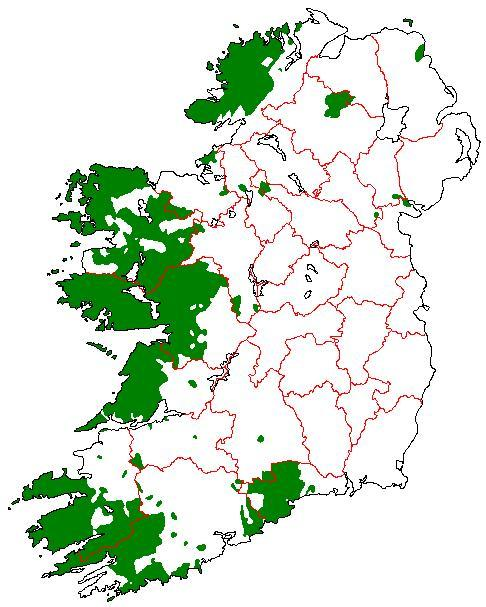
Територія ґелтахтів у 1926 році

Ґе́лтахт (ірл. Gaeltacht, шотл. гел. Gàidhealtachd) — назва району в Ірландії та інколи Шотландії з переважанням відповідно ірландської та шотландської гельських мови в повсякденному спілкуванні. В Ірландії статус відповідних територій визначений законодавчо, у Шотландії він є неформальним.
Ірландські ґелтахти розташовані переважно в західній частині країни, шотландські — на півночі Шотландії.

## Історія
Ще на поч. XVI ст. майже все населення Ірландії було ірландськомовним. З 1541 року після прийняття Генріхом VIII титулу короля Ірландії розпочалась англійська колонізація острова. Пригнічення з боку англійців, релігійні переслідування, спричинили у 1598 році повстання серед ірландців, яке було придушене. У 1641—1652 рр відбулось нове народне повстання проти англійців, яке було придушене Кромвелем з надзвичайною жорстокістю. У 1689—1690 рр. ірландці знову повстали під прапором скинутого англійського короля Якова II, але програли.
Нові конфіскації майна призвели до того, що майже вся земельна власність в Ірландії перейшла в руки англійців, ірландці ж зробилися майже виключно орендарями, робітниками і селянами.
Вся влада у Ірландії опинилась в руках англійців. Англійська стала мовою уряду і комерції, в той час як ірландська (гельська) залишалась мовою простого народу і стала асоціюватися з бідністю і соціальними негараздами.

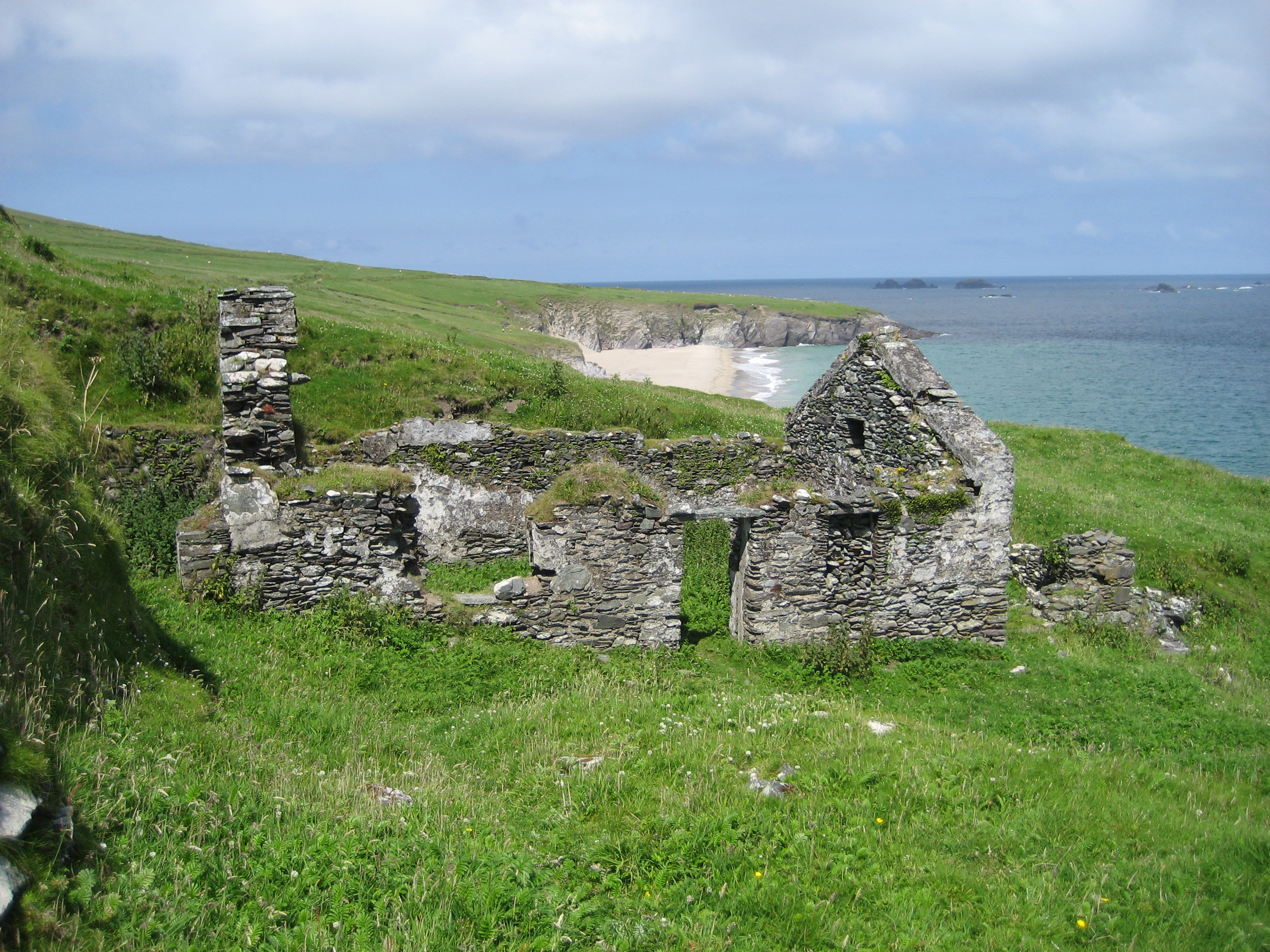
Руїни будинку на острові Грейт Бласкет (ірл. — An Blascaod Mór), розташованому на південному заході Ірландії. Острів Грейт Бласкет був останнім населеним з островів Бласкет (ірл. — Na Blascaodaí). Внаслідок еміграції населення острова значно скоротилось. Останні 20 осіб, переважно літні люди, були переселені до материка у 1953 році. На острові народились багато ірландськомовних письменників, найбільш відомий з них Tomás Ó Criomhthain

Всі ці фактори привели до того, що частка ірландськомовних скоротилась з майже 100 % на початку XVI ст. до 45 % на сер. XVIII ст. та до 30 % перед початком Великого голоду, який призвів до надвисокої смертності та еміграції у ірландськомовних районах. Населення цих районів скоротилось у 40-х роках XIX ст. на 20 — 30 %. У 1861 році, частка ірландськомовних впала до 24 %.

Динаміка населення Ірландії у 1841—1851 рр. Темно-червоним позначено регіони, де населення зменшилось більше ніж на 30 %, червоним — від 20 % до 30 %

Попри те, що у 1900 році ірландська мова була введена як факультативний предмет, почали з'являтися ірландськомовні ЗМІ, наступний перепис, який відбувся у 1911 році зафіксував зменшення кількості осіб, що володіли ірландською. У провінції Коннахт відсоток володіючих зменшився з 44,6 % у 1881 році до 31,9 %, у провінції Манстер з 33,5 % у 1881 році до 20,4 %. Загалом, у Ірландії (без Ольстеру) до 1926 року кількість ірландськомовних скоротилась до 18 %. Найкраще ірландська мова зберігалась у віддалених західних районах Ірландії, особливо на островах.
Після проголошення формальної незалежності Ірландії 1926 року розпочалось визначення меж. Ставилось за мету визначити ті області, де населення досі говорило ірландською, і провести чіткі межі між цими регіонами, та регіонами, які вже перейшли на англійську. До складу цієї території увійшли як регіони, де більшість населення становили ірландськомовні — так звані реальні ґелтахти (ірл. — fíor-Ghaeltachtaí), та регіони, де ірландською розмовляла меншість — змішані ґелтахти (ірл. — breac-Ghaeltachtaí).
Але реальний стан використання ірландської був слабким на більшості з територій, визначених як гелтахт. Межі ґелтахтів були переглянуті 1956 року і, внаслідок суворіших вимог до рівня розповсюдженності ірландської мови, їх територія суттєво скоротилась. В цих межах вони існують і досі.

## Географія
Абсолютна більшість гелтахтів розташована на заході трьох провінцій Ірландії — Коннахт, Манстер і Ольстер. Найбільшим гелтахтом є гелтахт у графстві Голвей, де проживає близько 40 тис. осіб (47 % всього населення гелтахтів). Другим за величиною є гелтахт у графстві Донегол на півночі країни. Його населення становить 23 тис. осіб, або понад чверть всього населення гелтахтів. Менші гелтахти існують також у графствах Мейо на заході, та Керрі, Корк, Вотерфорд на півдні країни. Найменший гелтахт розташований у графстві Міт найбільш густонаселеної провінції Ленстер.

## Соціолінгвістична ситуація

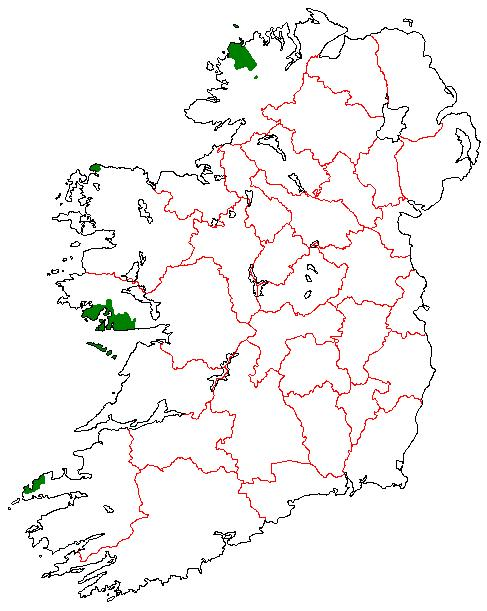
Територія гелтахтів, де ірландськомовні складають більше 67 % населення

До початку 70-х років XX ст. ірландська була мовою більшості в 30 % громад Гелтахту, в той час як у 25 % майже повністю переважала англійська. В решті (45 %) двомовних громад спостерігався поступовий перехід до англійської.
Поточна мовна ситуація у гелтахтах не є однаковою. За результатами перепису 2002 року виділяються різні категорії гелтахтів, в залежності від рівня поширення ірландської.
Гелтахти категорії A, де більш ніж 67 % від загальної чисельності населення старше 3 років розмовляють ірландською щодня. Ці регіони мають відносно стабільний рівень використання ірландської мови, особливо у середніх і старших вікових групах. За переписом 2002 року населення цих гелтахтів становило 20 944 (24,2 % від всіх гелтахтів). З них щоденно розмовляють ірландською 17 147 (81,8 %). Щоправда, без врахування людей, які щодня розмовляють ірландською у навчальних закладах, цей відсоток є значно нижчим. Так, найбільш ірландськомовним регіоном є острови Ceantar na nOileán, розташовані у графстві Голвей, 92,2 % населення яких вказали, що розмовляють ірландською щодня. В той же час поза системою освіти, цей показник становить лише 62,9 %. Більшість гелтахтів цієї групи розташовані у графстві Голвей провінції Коннахт та графстві Донегол провінції Ольстер. Сильні позиції має ірландська мова і на півострові Дінгл, який знаходиться у графстві Керрі провінції Манстер.
Гелтахти категорії B, де ірландською розмовляють 44-66 % населення. У цих гелтахтах попри переважання англійської, ірландська виконує деякі комунікативні функції, однак її використання обмежене певними віковими групами або установами. Ці гелтахти знаходяться переважно на півночі Ірландії у графстві Донегол.
Гелтахти категорії С, де менше 44 % населення щодня розмовляє ірландською. Ірландська мова використовується дуже обмежено, причому найвищий рівень володіння ірландською спостерігається серед населення вікових груп шкільного віку. До цієї категорії відносяться більшість гелтахтів в усіх провінціях Ірландії. В них же проживає і більшість з 86-тисячного населення гелтахтів.
В усіх категоріях гелтахтів спостерігається невідповідність між позитивним ставленням до ірландської мови та її обмеженим використанням. Особливо це стосується молодшого покоління. Так, якщо повністю або значною мірою підтримують ірландську мову близько 85 — 90 % молоді (від 80 % у гелтахтах С до 94 % у гелтахтах А), то сімейне виховання ірландською отримували лище 53 % молоді у гелтахтах А, 22 % у гелтахтах B і тільки 3 % у гелтахтах С — найчисельнішій категорії гелтахтів.
Але у сімейному колі функціонування мови у гелтахтах є найширшим серед усіх сфер. Наприклад, при спілкуванні з однолітками, частка використання ірландської серед молоді становить лише 9 % випадків, з них у найбільш ірландськомовних гелтахтах А — 24 %, що значне менше ніж у спілкуванні з сім'єю та сусідами.
Незважаючи на найнижчий рівень використання ірландської серед молоді, саме у цій віковій групі фіксується найвищий рівень володіння ірландською мовою. Так, у гелтахтах А 91 % молоді вказали, що вільно або добре володіють ірландською, у гелтахтах В і С — 74 % та 50 % відповідно. Такий стан пов'язаний передусім з освітніми програмами, які впроваджуються на територіях гелтахтів.

## Освіта

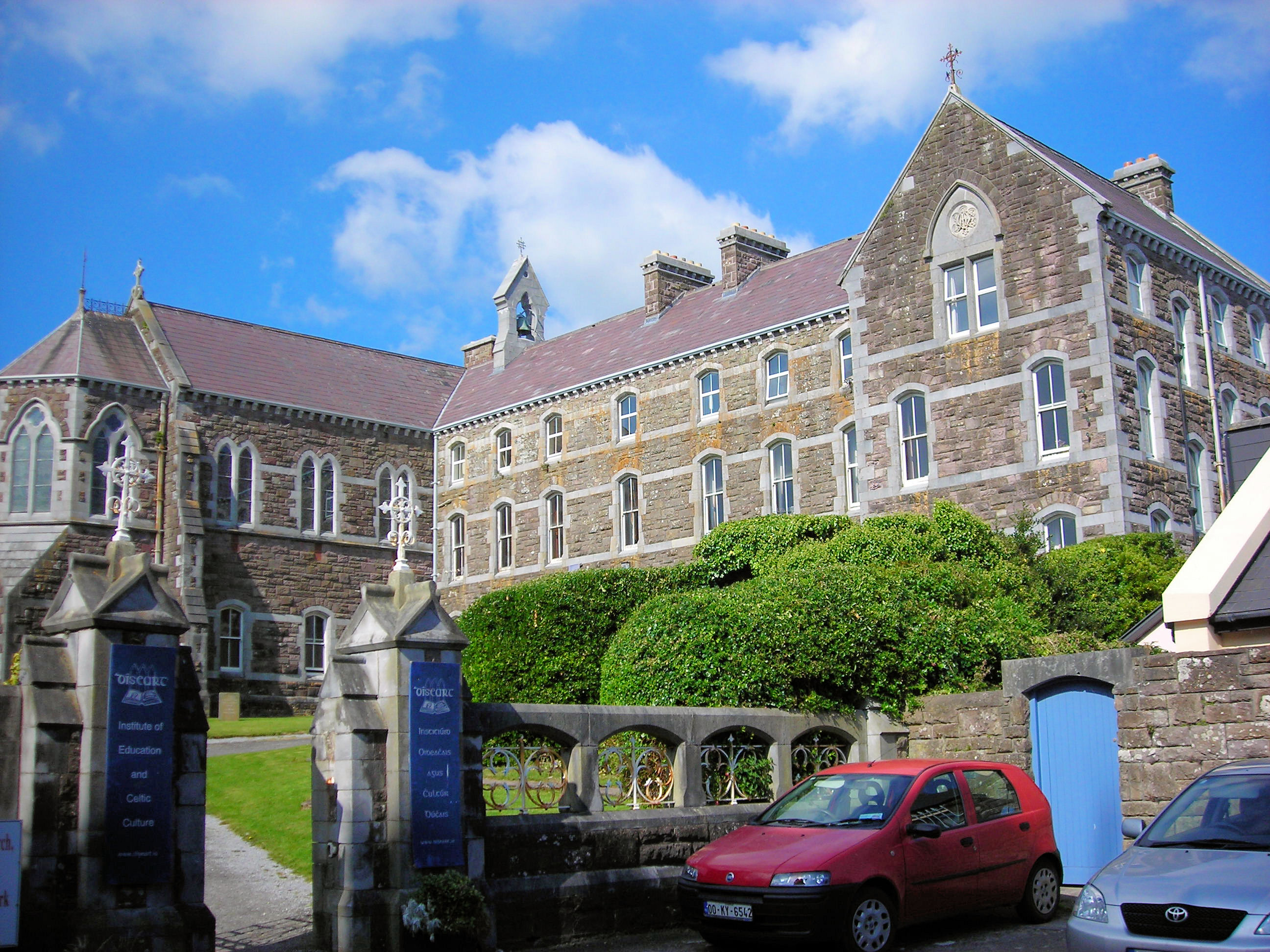
Інститут освіти і кельтської культури, розташований на території гелтахту у м. Дінгл графства Керрі

Відповідно до закону про освіту у гелтахтах, однією з функцій шкіл, розташованих на їх території, є підтримання та розвиток ірландської мови, як основної мови громад. Ірландська за законом є основною мовою викладання.
У 2004 році у межах гелтахту налічувалось 143 початкових, або основних шкіл (primary school), в яких навчалося близько 10 тис. учнів. Внаслідок складної демографічної ситуації у цих регіонах загальна кількість учнів зменшується. Більшість (69 %) шкіл у гелтахтах — малокомплектні школи з 1-3 вчителями. Такі школи найбільше потерпають від зменшення кількості учнів. Так, з 1998 року кількість учнів зменшилась у двох третинах таких шкіл (66 з 98). У 58 з них зменшення становило понад 10 %, а у 18 кількість учнів зменшилась більше ніж на 30 %.
26 % учнів, що відвідують школи у гелтахтах, були народжені поза їх межами, ще 9 % учнів проживають поза межами гелтахтів. Абсолютна більшість з них погано володіють ірландською, що призводить до погіршення стану функціонування ірландськомовної освіти . Так, згідно з опитуванням 2002 року, 10 % випускників основних шкіл (primary school) у гелтахтах не володіють, або погано володіють ірландською, ще 25 % володіють задовільно.
| Гелтахти                     | Кількість початкових (primary) шкіл | Кількість учнів |
| ---------------------------- | ----------------------------------- | --------------- |
| Більше 70 % ірландськомовних | 39                                  | 2 226           |
| Ірландськомовних 40-69 %     | 21                                  | 1 320           |
| Менше 39 % ірландськомовних  | 69                                  | 4 544           |
| Всього                       | 129                                 | 8090            |

## Проблеми
У гелтахтах гостро стоїть проблема збереження функціонування ірландської мови. Основним фактором, який погіршує її становище є зростання кількості англомовного населення, яке оселяються у межах гелтахтів, та яке в більшості випадків має обмежені знання ірландської мови. Збільшення кількості англомовних, що не володіють ірландською, призводить до зменшення комунікативної функції ірландської, та витіснення її англійською. Особливо швидко цей процес відбувається у змішаних гелтахтах з переважанням англійської мови. Це позначається і на сфері освіти. Так, серед учнів, що відвідують школи у гелтахтах, 25 % народились поза їх межами. При цьому не володіють, або погано володіють ірландською 46 % учнів, переважно з гелтахтів, де ірландськомовні становлять меншість.
Загалом в ґелтахтах ірландська це більше мова для проведення заходів присвячених народній тематиці. В магазинах,кафе,заправках обслуговування суто англомовне.